# Триметазидин
Триметазидин (англ. Trimetazidine, лат. Trimetazidinum) — лікарський препарат, який за своїм хімічним складом є похідним піперазину. Застосовують перорально. Триметазидин синтезували в 1961 році у Франції, і спочатку розглядали як один із представників групи бета-блокаторів. У 1974 році японські дослідники встановили, що триметазидин не має адренолітичної дії, але має здатність знижувати частоту серцевих скорочень та має антиангінальний ефект. У 1990-х роках встановили, що триметазидин є препаратом із кардіометаболічною дією, і розпочато випуск препарату французькою фармацевтичною компанією «Laboratoires Servier» під торговельною маркою «Вастарел». У 1997 році триметазидин уперше рекомендувало Європейське кардіологічне співтовариство як препарат для метаболічної терапії, а у 2012 році Європейське агентство з лікарських засобів надало рекомендації про використання триметазидину в лікуванні ішемічної хвороби серця (у тому числі стенокардії) як додаткового засобу при неефективності препаратів першої лінії у лікуванні стенокардії.

## Фармакологічні властивості
Триметазидин — синтетичний препарат, що по хімічному складу є похідним піперазину та належить до групи метаболічних препаратів. Механізм дії препарату полягає у інгібуванні ферменту 3-кетоацил-КоА-тіолази, що призводить до гальмування β-окислення жирних кислот, внаслідок чого при ішемії міокарду активується окислення глюкози, яке потребує меншого використання кисню клітинами та знижує ішемію тканин, а також знижується кількість активованих недоокислених форм жирних кислот — ацил-КоА та НАД•Н. При застосуванні триметазидину знижується кількість вироблення іонів водню та накопичення у клітинах іонів натрію і кальцію, покращується оновлення фосфоліпідів мембран клітин і посилюється захист мембран клітин від пошкоджуючої дії похідних жирних кислот із довгим ланцюгом, підвищує ефективність утворення АТФ, знижує виведення із клітин лактатдегідрогенази та креатинфосфокінази, а також блокує проникнення нейтрофілів у міокард після ішемії та реперфузії міокарду. При застосуванні триметазидину також зменшується внутрішньоклітинний ацидоз, зменшується накопичення вільних радикалів і токсичних продуктів обміну, знижує виснаження джерел енергії в клітинах міокарду (зокрема глікогену) та покращує ендотелійзалежну вазоділятацію судин міокарду. При застосуванні триметазидину також зменшується активність аденілатциклази тромбоцитів, що разом зі зниженням надходження кальцію призводить до зниження індукованої тромбіном адгезії тромбоцитів, і, як наслідок цього, перешкоджає утворенню тромбів у коронарних артеріях. Під час застосування при інфаркті міокарду триметазидин сприяє зменшенню зони інфаркту, знижує частоту аритмій та прогресування серцевої недостатності. При застосуванні триметазидину при стенокардії у хворих зменшується потреба в нітрогліцерині, збільшується поріг фізичних навантажень та покращенням показників фармакологічних проб. Згідно проведених клінічних досліджень, триметазидин може ефективно знижувати наслідки ішемії у хворих після кардіохірургічних втручань, а також запобігати виникненню нових епізодів ішемії міокарду. Триметазидин також добре комбінується з іншими антиангінальними засобами — нітратами, інгібіторами АПФ, бета-блокаторами, блокаторами кальцієвих каналів, що підвищує ефективність лікування стенокардії. Триметазидин ефективний також при лікуванні ішемічної хвороби серця із супутнім цукровим діабетом, а також у випадку мікроваскулярної стенокардії (так званого «синдрому Х»), а також у лікуванні дилятаційної кардіоміопатії. Триметазидин у частині клінічних досліджень зменшував вираженість клінічних проявів хронічної недостатності мозкового кровообігу. Триметазидин також ефективний при лікуванні зниження слуху, хвороби Меньєра, при лікуванні шуму у вухах та головокружіння оториноларингологічного походження. Триметазидин покращує функціональну активність сітківки, та виявляє ефективність при лікуванні діабетичної ретинопатії та глаукоми. Триметазидин також застосовується у культуризмі для покращення метаболізму міокарду, та відновлення і захисту міокарду при фізичних навантаженнях. Негативним ефектом триметазидину є посилення тремору кінцівок та гіпертонусу при хворобі Паркінсона, у зв'язку із чим препарат не рекомендований даній категорії хворих.

### Фармакокінетика
Триметазидин швидко та повністю всмоктується після перорального застосування, біодоступність препарату складає 90 %. Після перорального прийому максимальна концентрація триметазидину в крові досягається протягом 2 годин, у випадку застосування MR-форми (таблетка із сповільненим виділенням препарату) утримується протягом 5 годин. Триметазидин погано (на 16 %)зв'язується з білками крові. Препарат добре розподіляється у тканинах організму, проходить через гематоенцефалічний бар'єр, проникає через плацентарний бар'єр, даних за виділення препарату в грудне молоко немає. Метаболізується препарат у печінці. Виводиться триметазидин із організму із сечею, переважно в незміненому вигляді. Період напіввиведення препарату становить у середньому 6 годин, при застосуванні MR-форми період напіввиведення становить 7—12 годин, та може збільшуватися у людей похилого віку.

## Показання до застосування
Триметазидин застосовується при лікуванні ішемічної хвороби серця (у тому числі стенокардії), хронічній серцевій недостатності, головокружінні при судинних ураженнях головного мозку та хворобі Меньєра, шумі у вухах та захворюваннях сітківки.

## Побічна дія
При застосуванні триметазидину побічні ефекти виникають рідко. Згідно інформації виробника, найчастішими побічними ефектами є висипання на шкірі, свербіж шкіри, кропив'янка, головний біль, запаморочення, біль у животі, нудота, блювання, діарея; дуже рідко екстрапірамідні симптоми — тремор, ригідність, акінезія, гіпертонус м'язів, порушення рівноваги.

## Протипокази
Триметазидин протипоказаний при підвищеній чутливості до препарату, вагітності та годуванні грудьми. Триметазидин не рекомендований для застосування при важкій печінковій та нирковій недостатності та паркінсонізмі. Дані за застосування триметазидину дітям до 18 років відсутні.

## Форми випуску
Триметазидин випускається у вигляді таблеток по 0,02 г та таблеток пролонгованої дії (MR-форма) по 0,035 г.

## Заборона використання у спортсменів
З 1 січня 2014 року триметазидин заборонений для використання спортсменами під час змагань згідно рішення Всесвітнього антидопінгового агентства, і його виявлення під час змагань у спортсменів призводить до їх дискваліфікації.